# Homme de Grimaldi
L'Homme de Grimaldi est le nom donné par René Verneau à deux spécimens fossiles d'Homo sapiens découverts en 1901 dans la grotte des Enfants, sur le site des Balzi Rossi, à Vintimille, en Italie (près de Menton, Alpes-Maritimes). Leur attribution initiale à une lignée africaine, sur la base d'une morphologie supposée négroïde, a été réfutée après le constat de manipulations dans le remontage des fossiles. L'Homme de Grimaldi est maintenant rattaché au groupe des Hommes modernes d'Europe, dont font également partie l'Homme de Cro-Magnon et l'Homme de Chancelade. Il est daté du Gravettien.

## Historique

### Découverte
Deux squelettes datés de 26 000 à 22 000 ans avant le présent (AP) furent mis au jour le 3 juin 1901 par l'abbé de Villeneuve dans une grotte des Balzi Rossi, à Vintimille, en Ligurie : une vieille femme dans une position couchée face contre terre et un jeune adolescent couché sur le dos. Le crâne édenté de la femme est quelque peu déformé.
L'examen de la sépulture a montré qu'à l'origine se trouvait d'abord le corps de l'adolescent couché sur le dos, et que dans un second temps fut disposé le corps de la vieille femme. Une pointe de silex fichée dans la colonne vertébrale de l'enfant atteste de la violence dans les sociétés du Paléolithique supérieur.

### Hypothèse négroïde

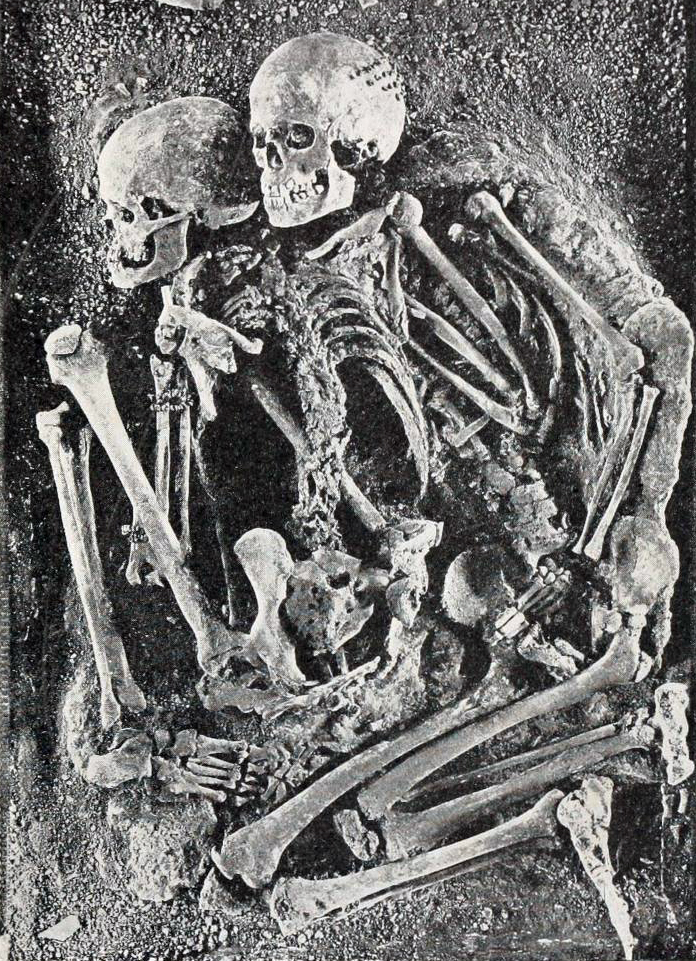
Hommes de Grimaldi, photo prise en 1916 par René Verneau

À partir du remontage des fossiles, René Verneau conclut qu'il s'agissait d'individus de type négroïde, mis ainsi en parallèle avec l'Homme de Chancelade, en Dordogne, considéré quelques années auparavant comme de type mongoloïde.
Dans leur ouvrage Les hommes fossiles - Éléments de paléontologie humaine (1921), les paléoanthropologues français Marcellin Boule et Henri Victor Vallois écrivaient : « Quand on compare les dimensions des os de leurs membres, on voit qu’ils avaient les jambes très longues par rapport aux cuisses et les avant-bras très longs par rapport aux bras ; que leur membre inférieur était extrêmement développé en longueur par rapport au membre supérieur. Or de telles proportions reproduisent, en les exagérant, les caractères que présentent les nègres d’aujourd’hui. De là une première raison pour considérer ces fossiles comme des négroïdes, sinon comme des nègres. ». D'après ces observations, l'anthropologue Cheikh Anta Diop vit dans ces fossiles la preuve d'une migration africaine et l'ancêtre noir de l'Homme de Cro-Magnon. L'Homme de Grimaldi fut considéré alors comme l'ancêtre de la race noire, au même titre que l'Homme de Cro-Magnon devenait l'ancêtre de la race blanche, et l'Homme de Chancelade l'ancêtre de la race jaune.

### Réfutation
En 1962, Pierre Legoux réfuta les conclusions de Verneau, constatant des manipulations dans le remontage des fossiles faisant ressortir des caractères prognathes et simiesques, alors assimilés à des traits communs au type négroïde. Le consensus actuel attribue l'ensemble des fossiles européens du Paléolithique supérieur à une même population d'Homo sapiens.

## Vestiges lithiques
Des outils en silex du Stampien (grandes lames ou outils typiques du Gravettien), ont été trouvés dans plusieurs sépultures des grottes des Balzi Rossi (Bauma Grande, Baousso da Torre et Grotte des Enfants). Ce silex provient du pied méridional de la montagne de Lure et plus spécialement des ateliers d'extraction du Néolithique final de la vallée du Largue. Des fouilles ont mis en évidence une exploitation importante de ce matériau au Paléolithique supérieur sur plusieurs sites. Ceux-ci confirment la diffusion du silex de la montagne de Lure, en tant que matériau de prestige, dès le Protoaurignacien.

## Conservation
Les fossiles sont exposés au musée d'anthropologie préhistorique de Monaco. La position des squelettes a été modifiée afin de les montrer accolés et de profil, et ne correspond donc pas à la disposition des corps lors de leur découverte.